# Paolo Nuzzi
Paolo Nuzzi (Nápoles, 2 de diciembre de 1929 – Roma, 10 de marzo de 2018) fue un director y guionista de cine italiano.

## Carrera
Nuzzi colaboró al inicio de su carrera con Federico Fellini: fue asistente de escenografía en La strada (1954), asistente de dirección en Il bidone (1955), asistente de producción en Las noches de Cabiria (1957) y primer asistente de dirección en La dolce vita (1960).
Tras dirigir algunas miniseries de televisión y documentales durante la década de 1960 y principios de 1970, firmó en 1974 su ópera prima Il piatto piange, basado en la novela homónima de Piero Chiara y que fue nominada al Oso de oro en la 25ª edición del Festival Internacional de Cine de Berlín.
En 1976 filmó Giovannino, basada en la novela homónima de Ercole Patti, protagonizada entre otros por Christian De Sica, María Mercader, Jenny Tamburi y Miguel Bosé.

## Filmografía
- Ecco il finimondo (1964) - documental
- I misteri di Roma (1966) - documental
- Vivere insieme (1968) - serie TV (1 episodio)
- I giovedì della signora Giulia (1970) - miniserie TV (5 episodios)
- Qualcuno bussa alla porta (1970) - serie TV (1 episodio)
- La donna scomparsa (1970) - documental
- Il carcerato (1971) - miniserie TV (3 episodios)
- Povero bambino! (1973) - película TV
- Il piatto piange (1974)
- Giovannino (1976)